# You Should Be Sad
"You Should Be Sad" (estilizado como You should be sad) é uma canção da cantora norte-americana Halsey, contida em seu terceiro álbum de estúdio, Manic (2020). A música foi lançada como terceiro single do álbum em 10 de janeiro de 2020.

## Antecedentes
Halsey anunciou a canção junto com a capa em 9 de janeiro de 2020.

## Vídeo musical
O vídeo musical de "You Should Be Sad" foi dirigido por Colin Tilley e lançado em 10 de janeiro de 2020. O vídeo mostra Halsey indo a "uma boate underground do oeste do país, onde muitas pessoas bonitas estão dançando". O vídeo faz referências a vários artistas como Lady Gaga, Shania Twain, Carrie Underwood e Christina Aguilera.

## Apresentações ao vivo
Halsey apresentou a música pela primeira em 25 de janeiro de 2020 no Saturday Night Live.

## Certificações
| Região | Certificação | Vendas   |
| --- | ------------ | -------- |
| Austrália (ARIA) | Ouro         | 35,000^  |
| Canadá (Music Canada) | Platina      | 80,000‡  |
| Nova Zelândia (RMNZ) | Ouro         | 15,000*  |
| Estados Unidos (RIAA) | Ouro         | 500,000‡ |
| *vendas baseadas apenas na certificação ^distribuições baseadas apenas na certificação ‡vendas+valores de streaming baseados apenas na certificação |              |          |

## Históricos de lançamentos
| Região         | Data                  | Formato                    | Gravadora | Ref.   |
| -------------- | --------------------- | -------------------------- | --------- | ------ |
| Mundo          | 10 de janeiro de 2020 | Download digital streaming | Capitol   | [ 26 ] |
| Austrália      | 10 de janeiro de 2020 | Contemporary hit radio     | Capitol   | [ 27 ] |
| Estados Unidos | 14 de janeiro de 2020 | Contemporary hit radio     | Capitol   | [ 28 ] |
| Itália         | 17 de janeiro de 2020 | Contemporary hit radio     | Universal | [ 29 ] |
| Reino Unido    | 24 de janeiro de 2020 | Contemporary hit radio     | Capitol   | [ 30 ] |